# Karlanda församling
Karlanda församling var en församling i Karlstads stift och i Årjängs kommun. Församlingen uppgick 2006 i Holmedal-Karlanda församling.

## Administrativ historik
Församlingen har medeltida ursprung.
Församlingen var till 1 maj 1918 annexförsamling i pastoratet Holmedal, Karlanda, Töcksmark, Östervallskog och Västra Fågelvik. Från 1 maj 1918 till 1939 var församlingen annexförsamling i pastoratet Holmedal och Karlanda, därefter till 1962 eget pastorat för att därefter till 2006 åter vara annexförsamling i pastoratet Holmedal och Karlanda. Församlingen uppgick 2006 i Holmedal-Karlanda församling.

## Kyrkor
- Karlanda kyrka